# Senado de Míchigan
El Senado de Míchigan es el cuerpo superior de la Legislatura del estado de Míchigan, Estados Unidos de América. Consiste en 38 miembros que son elegidos en distritos que tienen aproximadamente de 212.400 a 263.500 residentes.
Los senadores son elegidos al mismo tiempo que el gobernador y sirven en mandatos de 4 años concurrentes con el mandato de la oficina del gobernador. El senado y las elecciones gubernativas se separan dos años de las elecciones presidenciales en los Estados Unidos (por ejemplo, las elecciones presidenciales fueron en 2000 y 2004, y las elecciones del gobernador y del senado fueron en 2002 y 2006). Los mandatos de los senadores comienzan el 1 de enero, después de elecciones generales de noviembre. Los senadores que no han servido más de la mitad del término del Senado son elegibles para dos mandatos completos (es decir, ocho años).

## Composición
Desde el mandato que comenzó en enero de 2007, los republicanos sostienen una mayoría con 21 escaños, y los demócratas ocupan 16 escaños en el Senado de Míchigan.
| Partido | Partido             | Miembros |
|         | Partido Republicano | 21       |
|         | Partido Demócrata   | 16       |
|         | Vacante             | 1        |
| Total   | Total               | 38       |
| Mayoría | Mayoría             | 4        |

## Información de los líderes

### Oficiales del Senado de Míchigan
- Presidente del Senado: John D. Cherry
- Presidente Pro Tempore: Randy Richardville
- Asistente del Presidente Pro Tempore: Alan Sanborn
- Presidente asociado Pro Tempore: James A. Barcia

### Líder de la mayoría del Senado
El caucus republicano, con 21 miembros, actualmente ostenta la mayoría.
- Líder de la mayoría: Mike Bishop
- Asistente del líder de la mayoría: Michelle McManus
- Portavoz del líder de la mayoría: Alan Cropsey
- Asistente del portavoz del líder de la mayoría: Cameron S. Brown
- Presidente del caucus de la mayoría: Nancy Cassis
- Asistente del presidente del caucus de la mayoría: Mark Jansen
- Whip de la mayoría:[1] Jason Allen
- Asistente del whip de la mayoría: Roger Kahn

### Líder de la minoría del Senado
El caucus demócrata, con 16 miembros, actualmente ostenta la minoría.
- Líder de la minoría: Mike Bishop
- Asistente del líder de la minoría: Tupac Hunter
- Portavoz del líder de la minoría: Buzz Thomas
- Asistente del portavoz del líder de la minoría: Glenn S. Anderson
- Presidente del caucus de la minoría: Gilda Z. Jacobs
- Asistente del presidente del caucus de la minoría: John Gleason
- Whip de la minoría:[1] Raymond E. Basham
- Asistente del whip de la minoría: Dennis Olshove

## Miembros del Senado de Míchigan
| Distrito | Senador                | Partido     | Residencia          | Posibilidad de reelección en 2010? |
| -------- | ---------------------- | ----------- | ------------------- | ---------------------------------- |
| 1        | Hansen Clarke          | Demócrata   | Detroit             | No                                 |
| 2        | Martha G. Scott        | Demócrata   | Highland Park       | No                                 |
| 3        | Irma Clark-Coleman     | Demócrata   | Detroit             | No                                 |
| 4        | Samuel Buzz Thomas III | Demócrata   | Detroit             | No                                 |
| 5        | Tupac Hunter           | Demócrata   | Detroit             | Sí                                 |
| 6        | Glenn S. Anderson      | Demócrata   | Westland            | Sí                                 |
| 7        | Bruce Patterson        | Republicano | Canton              | No                                 |
| 8        | Raymond E. Basham      | Demócrata   | Taylor              | No                                 |
| 9        | Dennis Olshove         | Demócrata   | Warren              | No                                 |
| 10       | Michael Switalski      | Demócrata   | Roseville           | No                                 |
| 11       | Alan Sanborn           | Republicano | Richmond            | No                                 |
| 12       | Mike Bishop            | Republicano | Rochester           | No                                 |
| 13       | John Pappageorge       | Republicano | Troy                | Sí                                 |
| 14       | Gilda Jacobs           | Demócrata   | Huntington Woods    | No                                 |
| 15       | Nancy Cassis           | Republicano | Novi                | No                                 |
| 16       | Cameron S. Brown       | Republicano | Fawn River Township | No                                 |
| 17       | Randy Richardville     | Republicano | Monroe              | Sí                                 |
| 18       | Liz Brater             | Demócrata   | Ann Arbor           | No                                 |
| 19       | vacante                | vacante     | vacante             | vacante                            |
| 20       | Thomas M. George       | Republicano | Kalamazoo           | No                                 |
| 21       | Ron Jelinek            | Republicano | Three Oaks          | No                                 |
| 22       | Valde García           | Republicano | Howell              | No                                 |
| 23       | Gretchen Whitmer       | Demócrata   | East Lansing        | Sí                                 |
| 24       | Patricia L. Birkholz   | Republicano | Saugatuck Township  | No                                 |
| 25       | Judson Gilbert II      | Republicano | Algonac             | No                                 |
| 26       | Deborah Cherry         | Demócrata   | Burton              | No                                 |
| 27       | John Gleason           | Demócrata   | Grand Blanc         | Sí                                 |
| 28       | Mark Jansen            | Republicano | Gaines Township     | Sí                                 |
| 29       | Bill Hardiman          | Republicano | Kentwood            | No                                 |
| 30       | Wayne Kuipers          | Republicano | Holland             | No                                 |
| 31       | Jim Barcia             | Demócrata   | Bay City            | No                                 |
| 32       | Roger Kahn             | Republicano | Saginaw Township    | Sí                                 |
| 33       | Alan L. Cropsey        | Republicano | DeWitt              | No                                 |
| 34       | Gerald VanWoerkom      | Republicano | Muskegon            | No                                 |
| 35       | Michelle McManus       | Republicano | Leland              | No                                 |
| 36       | Tony Stamas            | Republicano | Midland             | No                                 |
| 37       | Jason Allen            | Republicano | Traverse City       | No                                 |
| 38       | Mike Prusi             | Demócrata   | Ishpeming           | No                                 |